# Плелан-ле-Пети (кантон)
Плела́н-ле-Пети́ (фр. Plélan-le-Petit) — упразднённый кантон во Франции, в регионе Бретань, департамент Кот-д’Армор. Входил в состав округа Динан.
Код INSEE кантона — 2231. Всего в кантон Плелан-ле-Пети входило 9 коммун, из них главной коммуной являлась Плелан-ле-Пети.

## Коммуны кантона
| Коммуна              | Население, чел. (1999) | Почтовый индекс | Код INSEE |
| -------------------- | ---------------------- | --------------- | --------- |
| Вильде-Генгалан      | 878                    | 22980           | 22388     |
| Ла-Ландек            | 460                    | 22980           | 22097     |
| Лангедья             | 403                    | 22980           | 22104     |
| Плелан-ле-Пети       | 1505                   | 22980           | 22180     |
| Плорек-сюр-Аргенон   | 398                    | 22130           | 22205     |
| Сен-Мелуар-де-Буа    | 233                    | 22980           | 22317     |
| Сен-Мишель-де-Плелан | 249                    | 22980           | 22318     |
| Сен-Моде             | 226                    | 22980           | 22315     |
| Требедан             | 384                    | 22980           | 22342     |

## Население
Население кантона на 2006 год составляло 5 403 человека.
| 1962 | 1968 | 1975 | 1982 | 1990 | 1999  | 2006  | 2007 |
| ---- | ---- | ---- | ---- | ---- | ----- | ----- | ---- |
| -    | -    | -    | -    | -    | 4 736 | 5 403 | -    |